# Murgești (okręg Marusza)
Murgești (węg. Nyárádszentbenedek) – wieś w Rumunii, w okręgu Marusza, w gminie Acățari. W 2011 roku liczyła 537 mieszkańców.